# Vilhelm 2. af Oranien
Vilhelm II, fyrste af Oranien (hollandsk: Willem) (27. maj 1626 i Haag – 6. november 1650 sammesteds) var søn af Frederik Henrik af Oranien og Amalia af Solms-Braunfels og var statholder i republikken Forenede Nederlande fra 14. marts 1647 til han døde af kopper i 1650.
Vilhelm var landets statholder, da Trediveårskrigen sluttede og Nederlandene anerkendtes som selvstændige. 1650 forsøgte han et statskup mod oppositionen, men opgav og døde kort efter. Hans søn, der blev født kort efter hans død, blev den senere konge i England, Vilhelm 3. af England